# Melissa Elizondo
Melissa Elizondo Moreno (Ciudad de México, 22 de septiembre de 1987) es una directora, guionista y editora mexicana. Su trabajo se caracteriza por estar enfocado en las infancias, en el cine comunitario y en la perspectiva de género.
Su primer largometraje El sembrador (2018) ha sido reconocido por diversos premios tanto nacionales como internacionales. Contó con la asesoría de cineastas como Mariana Rodríguez, Tatiana Huezo, Lucía Gajá y Valentina Leduc. El largometraje buscó dignificar la imagen de los profesores rurales a través de la experiencia de Bartolomé Vázquez López, un profesor rural de (Monte de los Olivos) Chiapas. Su inspiración por la realización de este documental surge por su admiración hacia el trabajo de las y los profesores rurales en un contexto en el que el gobierno mexicano implementó la Reforma Educativa en 2013.

## Formación
Es egresada del Centro Universitario de Estudios Cinematográficos de la UNAM y de la Licenciatura en Ciencias de la Comunicación por la Universidad Tecnológica de México.

## Docencia
De septiembre a diciembre de 2020 ha impartido el taller en línea “Cine y comunidad” en Pohualizcalli. Escuela de Cine y Comunitario y Fotografía de Iztapalapa.

## Filmografía
- 2012. Las rejas de la voz (2012) (En codirección con Uriel López)[8]
- 2013. Túmin. Economía solidaria (12min.)
- 2014. Los hijos que nos tejen (18min.)
- 2018. Luna y la rebelión de las canas dignas (7min.)
- 2018. El sembrador (86min.)
- 2019. Remover el corazón (29min.)

## Reconocimientos
Las rejas de la voz.
- Segundo lugar en la categoría de Documental en el Concurso Género y Justicia 2013 de la Unidad de Igualdad de Género de la Suprema Corte de Justicia de la Nación, México.

- Se presentó en el 33 Festival Internacional del Nuevo Cine Latinoamericano, La Habana, Cuba.

Túmin. Economía solidaria
- Obtuvo la Mención Pepe Benítez Muro en el Festival Pantalla de cristal.

Hilos que nos tejen
- Premio Sistema Chiapaneco de Radio, Televisión y Cinematografía

- Mejor Corto de Ficción en el segundo Festival Internacional de Cine de la Universidad Autónoma de Chiapas

- Primer lugar en el 10° Festival de Cine y Video Indígena en Morelia

- Mención en categoría Ficción de la competencia Latinoamericana del 5° Festival de Cine de Universidades Públicas REC, en Argentina

- Mención honrosa en el X Festival Internacional de Cine Rural Arica Nativa en Chile

- Ganador en Categoría Aporte a la Identidad Indígena en el Festival Internacional de Cine Indígena de Wallmapu, Chile[6]

El sembrador
- Premio Documental Realizado por una Mujer, Premio Guerrero de la Prensa Documental y el Premio del Público a Largometraje Documental Mexicano en el Festival Internacional de Cine de Morelia 2018

- Premio a Mejor Documental en el Festival Internacional de cine ONE Country ONE Film en Francia

- Mención Honorífica a Mejor Documental Estudiantil en el Premio José Rovirosa, organizado por la Filmoteca de la Universidad Nacional Autónoma de México.[9]

- Ha formado parte de la selección oficial de Miradas Locales, 7° Doqumenta, Muestra de Cine en Lenguas Indígenas, Cines Las Américas International Film Festival, Chiapas Film Fest, Thessaloniki Documentary Festival, por mencionar algunos